# Prvenstvo Hrvatske u hokeju na ledu 1995./96.
Prvenstvo Hrvatske u hokeju na ledu za sezonu 1995./96. je osvojio  Zagreb - Crodux.

## Sudionici
- INA, Sisak
- Medveščak, Zagreb
- Mladost - Zagrebački transporti, Zagreb
- Zagreb - Crodux, Zagreb

## Ljestvica i rezultati

### Ligaški dio
| mj | klub                            | ut | pob | ner | por | gol+ | gol- | bod |
| -- | ------------------------------- | -- | --- | --- | --- | ---- | ---- | --- |
| 1. | Mladost - Zagrebački transporti | 15 | 13  | 0   | 2   | 112  | 23   | 26  |
| 2. | Zagreb - Crodux                 | 15 | 11  | 0   | 4   | 108  | 33   | 22  |
| 3. | Medveščak                       | 15 | 6   | 0   | 9   | 106  | 59   | 12  |
| 4. | INA Sisak                       | 15 | 0   | 0   | 15  | 18   | 227  | 0   |

### Doigravanje
| klub1                           | serija        | klub2                           | rezultati       |
| poluzavršnica                   | poluzavršnica | poluzavršnica                   | poluzavršnica   |
| ------------------------------- | ------------- | ------------------------------- | --------------- |
| INA Sisak                       | 0-2           | Mladost - Zagrebački transporti | 1:14*, 0:5      |
| Zagreb - Crodux                 | 2-0           | Medveščak                       | 6:2*, 5:3       |
|                                 |               |                                 |                 |
| za treće mjesto                 |               |                                 |                 |
| Medveščak                       | 2-0           | INA Sisak                       | 16:4*, 11:3     |
|                                 |               |                                 |                 |
| za prvaka                       |               |                                 |                 |
| Mladost - Zagrebački transporti | 0-3           | Zagreb - Crodux                 | 1:4*, 2:6, 2:6* |
|                                 |               |                                 |                 |
| * domaća utakmica za klub1      |               |                                 |                 |

## Hrvatski klubovi u međunarodnim natjecanjima
- Kup Europe:
  - Medveščak, Zagreb
- Federation Cup:
  - Mladost, Zagreb

## Poveznice i rezultati
- passionhockey.com, Prvenstvo Hrvatske u hokeju na ledu 1995./96.
- Kruno Sabolić: Hrvatski športski almanah 1996/1997, Zagreb, 1997.